# Râul Hurez, Ciolt
Râul Hurez este un curs de apă, afluent al râului Ciolt din județul Arad.

## Bazin hidrografic
Râul Hurez aparține bazinului hidrografic al Crișurilor.

## Hărți
- Harta județului Arad
- Harta munții Zarand  Arhivat în 27 mai 2008, la Wayback Machine.
- Harta munții Apuseni